# 日本生涯教育学会
日本生涯教育学会（にほんしょうがいきょういくがっかい）は、生涯学習・生涯学習振興・社会教育などについて研究する学会。日本学術会議協力学術研究団体である。
1980年（昭和55年）5月の設立以来、日本国内の生涯学習の振興科学的・実証的研究を重視し理論研究、実践研究を行っている。
日本生涯教育学会年報と論集を発行しているほか、2005年（平成17年）より会員が執筆するウェブサイト「生涯学習研究e事典」を公開している。